# Віденська кава
Віденська кава — український художній фільм 2022 року режисера Володимира Сидька. За однойменною п'єсою Дмитра Корчинського.

## Сюжет
Сюжет засновано на реальних подіях. Одного разу, напередодні Першої світової війни, у віденській кав'ярні зустрінуться маляр-невдаха Адольф, провінційний журналіст Лев, психіатр Зиґмунд, семінарист Йосип. Вони питимуть каву, яку їм готуватиме кельнерка, заробітчанка з Галичини. Невдовзі вони вершитимуть долі ХХ століття.

## Знімання
Фільм знімали у Львові.

## У ролях
- Назар Борушок — Адольф Гітлер
- Сергій Федорчук — Зигмунд Фройд
- Віталій Чорний — Йосип Сталін
- Павло Довгань-Левицький — Лев Троцький
- Лідія Семесюк — Христина
- Віталій Стеценко — гість